# Marcelo Pugliese
Marcelo Adrián Pugliese (Buenos Aires, 2 de setembro de 1968) é um ex-atleta argentino especialista no lançamento do disco. A sua melhor marca pessoal é 64.23 metros, conseguida em abril de 2002 na cidade de Mar del Plata. Foi campeão sul-americano, em 1999, 2001 e 2003.
No dia 27 de maio de 2006 foi testado no âmbito de uma análise anti-doping, que acusou a presença de estanozolol, uma substância banida pela IAAF. Em consequência, Pugliese foi suspenso por dois anos, no período de julho de 2006 a julho de 2008.